# Arnold Swillens
Arnold Victor Swillens (Utrecht, 3 april 1924 – Amsterdam, 31 januari 1998) was een Nederlands fagottist.

## Familie
Hij was zoon van fagottist Victor Swillens en Wilhelmina Hendrika van Loghem. Broer Victor werd hoboïst. Hij trouwde met Petronella Wilhelmina van de Grift (1922–2003). Zoon Victor Dick Swillens (1948) werd hoboïst bij de omroeporkesten en gaf les aan de muzieklycea Hilversum.

## Loopbaan
Hij kreeg zijn opleiding van Piet Elders en Thom de Klerk aan het Conservatorium van Amsterdam. Vanaf daarna ontvouwde zijn loopbaan zich drieledig: orkest, kamermuziek, pedagogie.
Die eerste ontwikkelde zich al vroeg. Hij stond op zestienjarige leeftijd al op de concertpodia met uitvoeringen van het Fagotconcert van Wolfgang Amadeus Mozart. In 1940 volgde hij zijn in dat jaar overleden vader op als fagottist bij het VARA-orkest. Dat ging na de Tweede Wereldoorlog op in het Radio Filharmonisch Orkest van Albert van Raalte en verder speelde hij als solo-fagottist in diverse omroeporkesten. Hij zou er vierendertig jaar doorbrengen.
Ten aanzien van de kamermuziek startte hij tijdens die Tweede Wereldoorlog met illegale huiskamer concerten. Daarna volgde vanaf 1952 deelname aan het blaastrio "Arte Fiato", dat bestond tot 1959. Hij speelde daarin samen met Frans Vester (dwarsfluit) en Coen van Slogteren (hobo).; het trio gaf veelal uitvoeringen met een vierde lid: klavecinisten Hans Brandts Buys of Eduard van Hengel. Langer bestond het "Trio di Fiati"; tussen 1959 en 1970 waren zijn collegae daarin Cor Coppens (hobo) en Gijs Karten (klarinet). Dat trio mocht zich verheugen in belangstelling van diverse componisten; Oscar van Hemel, Hans Kox en Henri Tomasi schreven er werken voor. 
Met bovenstaande ensembles en de orkesten van Willy Langestraat nam hij deel aan talloze schoolconcerten, radio-uitzendingen en kamermuziekconcerten. Daarbij speelde hij niet zelden herontdekt repertoire voor de fagot, zodat die werken weer (even) in de belangstelling stonden. 
Voor wat betreft pedagogie maakte hij jarenlang deel uit van het docentenkorps van muziekscholen. Hij zou 33 jaar les geven, waarvan onder ander zestien jaar aan het Muzieklyceum Hilversum (en naamvarianten). Hij werd er in 1976 nog onderdirecteur van. Hij werd ingeschakeld als docent kamermuziek tijdens muziekzomerkampen (Jeugd en Muziek, bijvoorbeeld in conferentiecentrum Woudschoten in Zeist) en was tussen 1973 en 1978 leider van het blazersensemble binnen de Federatie van Amateur Symfonie Orkesten. Bekendste leerling is Kees Olthuis.
Swillens was ook eenmalig op televisie; hij trad op in Kunt u mij de weg naar Hamelen vertellen, mijnheer?. 
In 1989 en 1990 gaf hij nog leiding aan jeugdmuziekdagen in Noord-Scharwoude.

## Overlijden
Arnold Swillens overleed in 1998 op 73-jarige leeftijd.